# Pellenattus
Genre
Pellenattus est un genre d'araignées aranéomorphes de la famille des Salticidae.

## Distribution
Les espèces de ce genre se rencontrent en Amérique du Nord.

## Liste des espèces
Selon World Spider Catalog (version 25.5, 30/07/2024) :
- Pellenattus apacheus (Lowrie & Gertsch, 1955)
- Pellenattus canadensis (Maddison, 2017)
- Pellenattus cinctipes (Banks, 1898)
- Pellenattus corticolens (Chamberlin, 1924)
- Pellenattus crandalli (Lowrie & Gertsch, 1955)
- Pellenattus grammaticus (Chamberlin, 1925)
- Pellenattus levii (Lowrie & Gertsch, 1955)
- Pellenattus limatus (G. W. Peckham & E. G. Peckham, 1901)
- Pellenattus longimanus (Emerton, 1913)
- Pellenattus peninsularis (Emerton, 1925)
- Pellenattus shoshonensis (Gertsch, 1934)
- Pellenattus washonus (Lowrie & Gertsch, 1955)

## Systématique et taxinomie
Ce genre a été décrit par Maddison en 2017 comme un sous-genre de Pellenes. Il est élevé au rang de genre par Azevedo, Hedin et Maddison en 2024.

## Publication originale
- Maddison, 2017 : « New species of Habronattus and Pellenes jumping spiders (Araneae: Salticidae: Harmochirina). » ZooKeys, vol. 646, p. 45-72 (texte intégral).